# 1957 في الفلبين
فيما يلي قوائم الأحداث التي وقعت خلال عام 1957 في الفلبين.

## سياسة

### تعيين في المنصب
- 17 مارس – كارلوس بولستيكو غارسيا رئيس الفلبين.
- 30 ديسمبر – ديوسدادو ماكاباجال نائب رئيس الفلبين [الإنجليزية]‏.

### انتهاء فترة المنصب
- 17 مارس – رامون ماجسايساي رئيس الفلبين.
- 17 مارس – كارلوس بولستيكو غارسيا نائب رئيس الفلبين [الإنجليزية]‏.
- 30 ديسمبر – ارتورو تولنتينو عضو مجلس النواب في الفلبين.
- 30 ديسمبر – خوسي لوريل عضو مجلس الشيوخ الفلبيني.
- 30 ديسمبر – ديوسدادو ماكاباجال عضو مجلس النواب في الفلبين.

## مواليد

### فبراير
- 14 فبراير – رولاندو نافاريتي ملاكم فلبيني.

### مارس
- 13 مايو – مارس روكساس

### مايو
- 13 مايو – مارس روكساس

## وفيات

### مارس
- 17 مارس – رامون ماجسايساي (مواليد 1907)[1]